# فهرست جایزه‌ها و نامزدی‌های کیتی پری

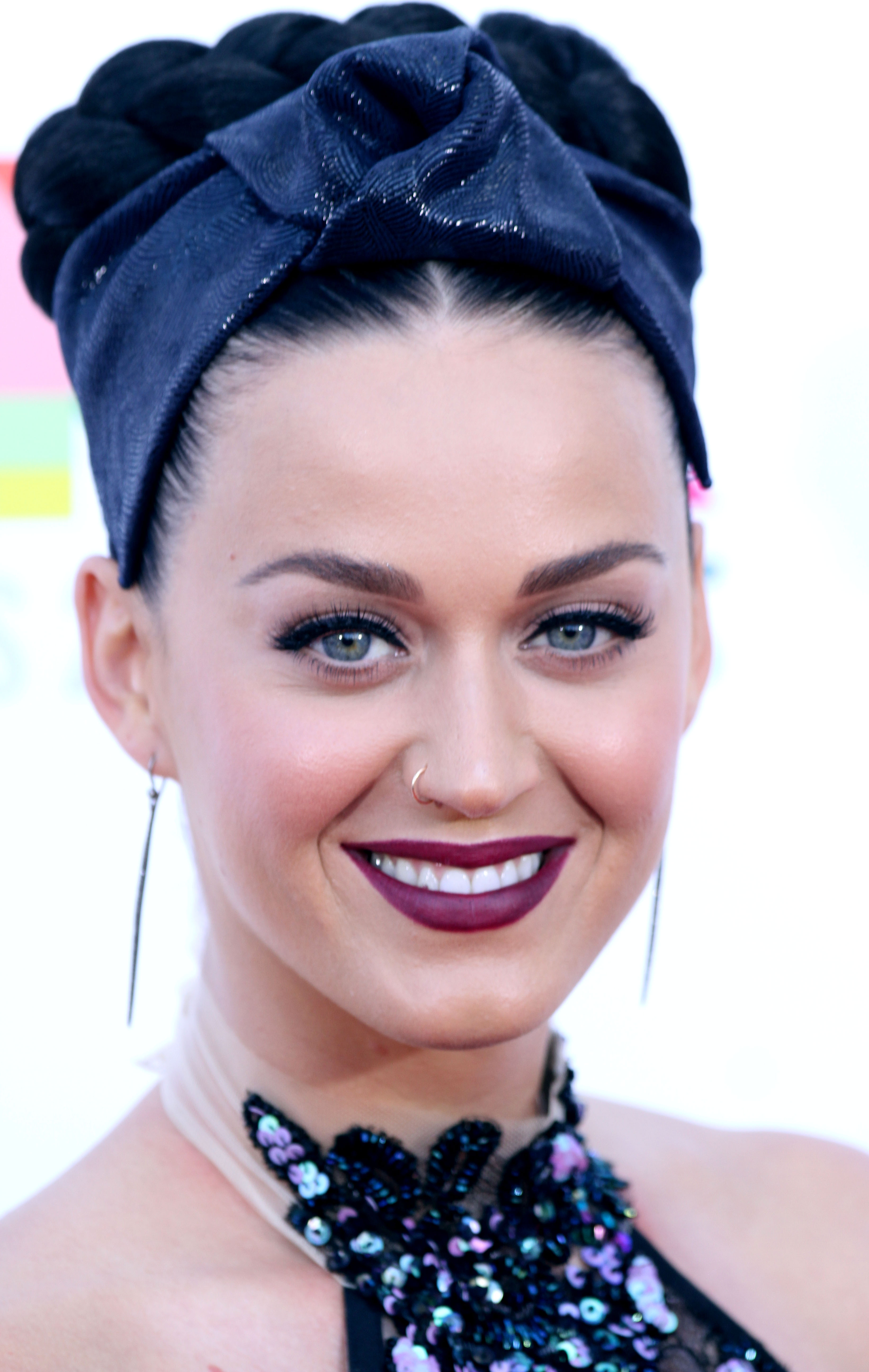
کیتی پری در مراسم جوایز موسیقی ای‌آرآی‌ای، ۲۰۱۴

کیتی پری، خواننده آمریکایی از ٥٩٠ نامزدی،٢٧٢جایزه دریافت کرده‌است. او برندهٔ ۵ جایزهٔ موسیقی آمریکا، ۱۶ جایزهٔ انجمن آهنگ‌سازان، نویسندگان و ناشران آمریکا، ۴ رکورد گینس، ۵ جایزه موزیک ویدئوی ام‌تی‌وی، ۱۴ جایزهٔ برگزیدهٔ مردم و ۶ جایزهٔ برگزیدهٔ نوجوانان است. او هم‌چنین برای ۱۳ جایزهٔ گرمی نامزد بوده‌است.
دومین آلبوم پری، یکی از پسرها در سال ۲۰۰۸ منتشر شد و جایزهٔ موسیقی ان‌آرجی را برای آلبوم بین‌المللی سال دریافت کرد. دو تک‌آهنگ از این آلبوم، دختری را بوسیدم و داغ و سرد برای جایزهٔ گرمی بهترین اجرای آوازی پاپ زن نامزد شدند. نماهنگ دختری را بوسیدم نامزد جایزهٔ موزیک ویدئوی ام‌تی‌وی نیز شد. او در این سال نامزد چندین جایزهٔ بهترین خوانندهٔ جدید نیز شد، از جمله جایزهٔ موسیقی اروپای ام‌تی‌وی برای بهترین فعالیت جدید که آن را برد.
سومین آلبوم وی، رویای نوجوانی، نخستین آلبوم یک خوانندهٔ زن بود که پنج ترانهٔ آن (دختران کالیفرنیا، رویای نوجوانی، آتش‌بازی، ئی‌تی و آخرین شب جمعه) در جدول ۱۰۰ آهنگ داغ بیلبورد به جایگاه اول رسیده است. برای این موفقیت، او یک جایزهٔ افتخاری را از جایزهٔ موسیقی آمریکا در سال ۲۰۱۱ دریافت کرد و مدخلی در ویرایش ۲۰۱۳ کتاب رکوردهای گینس به خود اختصاص داد. این آلبوم برای ۶ گرمی از جمله آلبوم سال و ضبط سال برای آهنگ آتش‌بازی نامزد شد.
پری در سال ۲۰۱۱ بیشترین نامزدی جایزهٔ موزیک ویدئوی ام‌تی‌وی را با ۱۰ نامزدی دریافت کرد و جوایز ویدئوی سال را برای آتش‌بازی و بهترین همکاری و بهترین جلوه‌های ویژه را برای ئی‌تی از آن خود کرد. او نخستین کسی بود که برای ۴ ویدئوی مختلف در یک مراسم نامزد شد. تک‌آهنگ کاملاً هوشیار برای جایزهٔ گرمی بهترین اجرای تکی پاپ در سال ۲۰۱۲ نامزد شد.
چهارمین آلبوم او، منشور، در سال ۲۰۱۳ منتشر شد و دو تک‌آهنگ غرش و اسب تیره از آن در آمریکا شماره یک شدند. تک‌آهنگ غرش برای جایزهٔ ترانهٔ سال و بهترین اجرای تکی پاپ در ۵۶مین جایزهٔ سالانهٔ گرمی نامزد شد. در مراسم سال بعد، این آلبوم برای بهترین آلبوم آوازی پاپ نامزد شد و اسب سیاه نیز برای بهترین اجرای دونفره/گروهی پاپ نامزد شد. اسب سیاه در مراسم ۲۰۱۴ جایزه موسیقی آمریکا جایزهٔ تک‌آهنگ سال را برنده شد. پری در سال‌های ۲۰۱۱ تا ۲۰۱۵ در فهرست فوربس برای پردرآمدترین زنان در موسیقی جزء ۱۰ فرد بالای فهرست بوده‌است و در سال ۲۰۱۵ به‌عنوان پردرآمدترین خوانندهٔ زن شناخته‌شد.

## جوایز گرمی
جوایز گرمی هر سال به موفقیت‌های برجسته در صنعت موسیقی از طرف آکادمی ملی علوم و هنرهای ضبط ایالات متحده اهدا می‌شود.
پری در این جوایز ۱۳ بار نامزد شده‌است.
| سال  | نامزدی / اثر                      | جایزه                         | نتیجه    | مرجع  |
| ---- | --------------------------------- | ----------------------------- | -------- | ----- |
| ۲۰۰۹ | "دختری را بوسیدم"                 | بهترین اجرای آوازی پاپ زن     | نامزدشده | [ ۱ ] |
| ۲۰۱۰ | "داغ و سرد"                       | بهترین اجرای آوازی پاپ زن     | نامزدشده | [ ۲ ] |
| ۲۰۱۱ | رویای نوجوانی                     | آلبوم سال                     | نامزدشده | [ ۳ ] |
| ۲۰۱۱ | رویای نوجوانی                     | بهترین آلبوم آوازی پاپ        | نامزدشده | [ ۳ ] |
| ۲۰۱۱ | "رویای نوجوانی"                   | بهترین اجرای آوازی پاپ زن     | نامزدشده | [ ۳ ] |
| ۲۰۱۱ | "دختران کالیفرنیا" (با اسنوپ داگ) | بهترین همکاری پاپ با آواز     | نامزدشده | [ ۳ ] |
| ۲۰۱۲ | "آتش‌بازی"                         | بهترین اجرای تکی پاپ          | نامزدشده | [ ۴ ] |
| ۲۰۱۲ | "آتش‌بازی"                         | ضبط سال                       | نامزدشده | [ ۴ ] |
| ۲۰۱۳ | "کاملاً هوشیار"                    | بهترین اجرای تکی پاپ          | نامزدشده | [ ۵ ] |
| ۲۰۱۴ | "غرش"                             | ترانهٔ سال                     | نامزدشده | [ ۶ ] |
| ۲۰۱۴ | "غرش"                             | بهترین اجرای تکی پاپ          | نامزدشده | [ ۶ ] |
| ۲۰۱۵ | منشور                             | بهترین آلبوم پاپ آوازی        | نامزدشده | [ ۷ ] |
| ۲۰۱۵ | "اسب تیره" (با جوسی جی)           | بهترین اجرای پاپ دونفره/گروهی | نامزدشده | [ ۷ ] |

## جایزهٔ موزیک ویدئوی ام‌تی‌وی
جایزه موزیک ویدئوی ام‌تی‌وی هر سال به بهترین نماهنگ‌های سال تعلق می‌گیرد. پری از ۲۴ نامزدی‌اش موفق به دریافت ۵ جایزه شده‌است.

| سال  | نامزدی / اثر                           | جایزه                   | نتیجه    | مرجع   |
| ---- | -------------------------------------- | ----------------------- | -------- | ------ |
| ۲۰۰۸ | "دختری را بوسیدم"                      | بهترین کارگردانی هنری   | نامزدشده | [ ۸ ]  |
| ۲۰۰۸ | "دختری را بوسیدم"                      | بهترین سینماتوگرافی     | نامزدشده | [ ۸ ]  |
| ۲۰۰۸ | "دختری را بوسیدم"                      | بهترین ویرایش           | نامزدشده | [ ۸ ]  |
| ۲۰۰۸ | "دختری را بوسیدم"                      | بهترین هنرمند جدید      | نامزدشده | [ ۸ ]  |
| ۲۰۰۸ | "دختری را بوسیدم"                      | بهترین هنرمند زن        | نامزدشده | [ ۸ ]  |
| ۲۰۰۹ | "داغ و سرد"                            | بهترین هنرمند زن        | نامزدشده | [ ۹ ]  |
| ۲۰۱۰ | "دختران کالیفرنیا" (با حضور اسنوپ داگ) | بهترین هنرمند زن        | نامزدشده | [ ۱۰ ] |
| ۲۰۱۰ | "دختران کالیفرنیا" (با حضور اسنوپ داگ) | بهترین ویدئوی پاپ       | نامزدشده | [ ۱۰ ] |
| ۲۰۱۱ | "رویای نوجوانی"                        | بهترین سینماتوگرافی     | نامزدشده | [ ۱۱ ] |
| ۲۰۱۱ | آتش‌بازی"                               | ویدئوی سال              | برنده    | [ ۱۱ ] |
| ۲۰۱۱ | آتش‌بازی"                               | بهترین ویدئوی زن        | نامزدشده | [ ۱۱ ] |
| ۲۰۱۱ | آتش‌بازی"                               | بهترین ویدئو با یک پیام | نامزدشده | [ ۱۱ ] |
| ۲۰۱۱ | "ئی.تی." (با حضور کانیه وست)           | بهترین همکاری           | برنده    | [ ۱۱ ] |
| ۲۰۱۱ | "ئی.تی." (با حضور کانیه وست)           | بهترین کارگردانی هنری   | نامزدشده | [ ۱۱ ] |
| ۲۰۱۱ | "ئی.تی." (با حضور کانیه وست)           | بهترین کارگردانی        | نامزدشده | [ ۱۱ ] |
| ۲۰۱۱ | "ئی.تی." (با حضور کانیه وست)           | بهترین ویرایش           | نامزدشده | [ ۱۱ ] |
| ۲۰۱۱ | "ئی.تی." (با حضور کانیه وست)           | بهترین جلوه‌های ویژه     | برنده    | [ ۱۱ ] |
| ۲۰۱۱ | "آخرین شب جمعه"                        | بهترین ویدئوی پاپ       | نامزدشده | [ ۱۱ ] |
| ۲۰۱۲ | "کاملاً هوشیار"                         | ویدئوی سال              | نامزدشده | [ ۱۲ ] |
| ۲۰۱۲ | "کاملاً هوشیار"                         | بهترین جلوه‌های بصری     | نامزدشده | [ ۱۲ ] |
| ۲۰۱۲ | "کاملاً هوشیار"                         | بهترین کارگردانی هنری   | برنده    | [ ۱۲ ] |
| ۲۰۱۲ | "بخشی از من"                           | بهترین ویدئوی زن        | نامزدشده | [ ۱۲ ] |
| ۲۰۱۴ | "اسب تیره" (با حضور جوسی جی)           | بهترین ویدئوی زن        | برنده    | [ ۱۳ ] |
| ۲۰۱۴ | "اسب تیره" (با حضور جوسی جی)           | بهترین همکاری           | نامزدشده | [ ۱۳ ] |
| ۲۰۱۴ | "تولد"                                 | بهترین ویدئوی متنی      | نامزدشده | [ ۱۳ ] |

## جایزهٔ موسیقی آمریکا
جوایز موسیقی آمریکا یک مراسم سالانهٔ موسیقی است که به هنرمندان برتر موسیقی آمریکا جایزه می‌دهد. برندگان این جوایز با رای و نظرسنجی از مردم و هواداران تعیین می‌شود. پری از ۱۴ نامزدی‌اش در این جوایز، ۵ جایزه را برنده شده‌است.

| سال  | نامزدی / اثر                 | جایزه                        | نتیجه    | مرجع   |
| ---- | ---------------------------- | ---------------------------- | -------- | ------ |
| ۲۰۱۰ | کیتی پری                     | هنرمند سال                   | نامزدشده | [ ۱۴ ] |
| ۲۰۱۰ | کیتی پری                     | هنرمند زن پاپ/راک برگزیده    | نامزدشده | [ ۱۴ ] |
| ۲۰۱۰ | رویای نوجوانی                | آلبوم پاپ/راک برگزیده        | نامزدشده | [ ۱۴ ] |
| ۲۰۱۱ | کیتی پری                     | هنرمند زن پاپ/راک برگزیده    | نامزدشده | [ ۱۵ ] |
| ۲۰۱۱ | کیتی پری                     | هنرمند بزرگسال معاصر برگزیده | نامزدشده | [ ۱۵ ] |
| ۲۰۱۱ | کیتی پری                     | هنرمند سال                   | نامزدشده | [ ۱۵ ] |
| ۲۰۱۱ | کیتی پری                     | جایزهٔ موفقیت خاص             | برنده    | [ ۱۵ ] |
| ۲۰۱۲ | کیتی پری                     | هنرمند سال                   | نامزدشده | [ ۱۶ ] |
| ۲۰۱۲ | کیتی پری                     | هنرمند زن پاپ/راک برگزیده    | برنده    | [ ۱۶ ] |
| ۲۰۱۴ | کیتی پری                     | هنرمند سال                   | نامزدشده | [ ۱۷ ] |
| ۲۰۱۴ | کیتی پری                     | هنرمند زن پاپ/راک برگزیده    | برنده    | [ ۱۷ ] |
| ۲۰۱۴ | کیتی پری                     | هنرمند بزرگسال معاصر برگزیده | برنده    | [ ۱۷ ] |
| ۲۰۱۴ | منشور                        | آلبوم پاپ/راک برگزیده        | نامزدشده | [ ۱۷ ] |
| ۲۰۱۴ | "اسب تیره" (با حضور جوسی جی) | تک‌آهنگ سال                   | برنده    | [ ۱۷ ] |

## جایزهٔ موسیقی بیلبورد
جایزهٔ موسیقی بیلبورد بر مبنای داده‌های مربوط به فروش به هنرمندان موسیقی اهدا می‌شود. پری از ۳۷ نامزدی‌اش در این مراسم، ۵ جایزه را برده است.
| سال  | نامزدی / اثر                           | جایزه                           | نتیجه    | مرجع   |
| ---- | -------------------------------------- | ------------------------------- | -------- | ------ |
| ۲۰۱۱ | کیتی پری                               | جایزهٔ برگزیدهٔ هواداران          | نامزدشده | [ ۱۸ ] |
| ۲۰۱۱ | کیتی پری                               | برترین هنرمند از ۱۰۰ هنرمند داغ | برنده    | [ ۱۸ ] |
| ۲۰۱۱ | کیتی پری                               | هنرمند زن برتر                  | نامزدشده | [ ۱۸ ] |
| ۲۰۱۱ | کیتی پری                               | هنرمند بر ترانه‌های رادیو        | نامزدشده | [ ۱۸ ] |
| ۲۰۱۱ | کیتی پری                               | هنرمند برتر رقص/کلوب            | نامزدشده | [ ۱۸ ] |
| ۲۰۱۱ | کیتی پری                               | هنرمند برتر ترانه‌های دیجیتال    | برنده    | [ ۱۸ ] |
| ۲۰۱۱ | کیتی پری                               | هنرمند پاپ سال                  | نامزدشده | [ ۱۸ ] |
| ۲۰۱۱ | "دختران کالیفرنیا" (با حضور اسنوپ داگ) | ترانهٔ سال ۱۰۰ آهنگ داغ          | نامزدشده | [ ۱۸ ] |
| ۲۰۱۱ | "دختران کالیفرنیا" (با حضور اسنوپ داگ) | ترانهٔ دیجیتال برتر              | نامزدشده | [ ۱۸ ] |
| ۲۰۱۱ | "دختران کالیفرنیا" (با حضور اسنوپ داگ) | ترانهٔ پاپ سال                   | نامزدشده | [ ۱۸ ] |
| ۲۰۱۱ | "اتش‌بازی"                              | ترانهٔ پاپ سال                   | نامزدشده | [ ۱۸ ] |
| ۲۰۱۱ | "رویای نوجوانی"                        | ترانهٔ پاپ سال                   | نامزدشده | [ ۱۸ ] |
| ۲۰۱۱ | رویای نوجوانی                          | آلبوم پاپ سال                   | نامزدشده | [ ۱۸ ] |
| ۲۰۱۲ | کیتی پری                               | جایزه اسپات‌لایت بیلبورد         | برنده    | [ ۱۹ ] |
| ۲۰۱۲ | کیتی پری                               | هنرمند سال                      | نامزدشده | [ ۱۹ ] |
| ۲۰۱۲ | کیتی پری                               | برترین هنرمند از ۱۰۰ هنرمند داغ | نامزدشده | [ ۱۹ ] |
| ۲۰۱۲ | کیتی پری                               | هنرمند بر ترانه‌های رادیو        | نامزدشده | [ ۱۹ ] |
| ۲۰۱۲ | کیتی پری                               | هنرمند زن برتر                  | نامزدشده | [ ۱۹ ] |
| ۲۰۱۲ | کیتی پری                               | هنرمند برتر ترانه‌های دیجیتال    | نامزدشده | [ ۱۹ ] |
| ۲۰۱۲ | کیتی پری                               | هنرمند پاپ سال                  | نامزدشده | [ ۱۹ ] |
| ۲۰۱۲ | "ئی تی"                                | ترانهٔ سال ۱۰۰ ترانهٔ داغ         | نامزدشده | [ ۱۹ ] |
| ۲۰۱۲ | "ئی تی"                                | ترانهٔ دیجیتال برتر              | نامزدشده | [ ۱۹ ] |
| ۲۰۱۲ | "ئی تی"                                | ترانهٔ پاپ سال                   | نامزدشده | [ ۱۹ ] |
| ۲۰۱۳ | کیتی پری                               | هنرمند اجتماعی برتر             | نامزدشده | [ ۲۰ ] |
| ۲۰۱۴ | کیتی پری                               | هنرمند سال                      | نامزدشده | [ ۲۱ ] |
| ۲۰۱۴ | کیتی پری                               | هنرمند زن برتر                  | برنده    | [ ۲۱ ] |
| ۲۰۱۴ | کیتی پری                               | برترین هنرمند از ۱۰۰ هنرمند داغ | نامزدشده | [ ۲۱ ] |
| ۲۰۱۴ | کیتی پری                               | هنرمند برتر ترانه‌های دیجیتال    | برنده    | [ ۲۱ ] |
| ۲۰۱۴ | کیتی پری                               | هنرمند بر ترانه‌های رادیو        | نامزدشده | [ ۲۱ ] |
| ۲۰۱۴ | کیتی پری                               | هنرمند برتر استریم              | نامزدشده | [ ۲۱ ] |
| ۲۰۱۴ | "غرش"                                  | ترانهٔ سال ۱۰۰ ترانهٔ داغ         | نامزدشده | [ ۲۱ ] |
| ۲۰۱۴ | "غرش"                                  | ترانهٔ دیجیتال برتر              | نامزدشده | [ ۲۱ ] |
| ۲۰۱۴ | "غرش"                                  | ترانهٔ رادیویی برتر              | نامزدشده | [ ۲۱ ] |
| ۲۰۱۴ | "غرش"                                  | ترانه (ویدئو) استریم برتر       | نامزدشده | [ ۲۱ ] |
| ۲۰۱۵ | کیتی پری                               | هنرمند برتر                     | نامزدشده | [ ۲۲ ] |
| ۲۰۱۵ | کیتی پری                               | هنرمند زن برتر                  | نامزدشده | [ ۲۲ ] |
| ۲۰۱۵ | کیتی پری                               | هنرمند تور برتر                 | نامزدشده | [ ۲۲ ] |